# Al-Harasis
Al-Harasis (singular al-Harsusi, en el seu dialecte Harsày) és una tribu àrab del sud d'Oman a la regió anomenada Djiddat al-Harasis, al sud-est del Rub al-Khali; les seves pastures arriben fins a la costa. Parlen un dialecte particular.
Les principals fraccions són els Bayt Aksit, Bayt Mutayra, Bayt Afarrim, Bayt Kadharan i Bayt Barhan, i la subfracció dels Bayt Shala. Els xeic corresponen a la fracció dels Bayt Aksit i porta el títol de mukaddamn (plural mukaddamat). El segon cap pertany a la fracció Bayt Mutayra.